# Assemblea legislativa di Macao
L'Assemblea legislativa di Macao è il ramo legislativo del governo di Macao. È un organo di 33 membri composto da 14 membri eletti direttamente, 12 membri eletti indirettamente che rappresentano gruppi elettorali funzionali e 7 membri nominati dal Capo dell'esecutivo. Si trova a Sé.
È anche noto in inglese come Consiglio legislativo di Macao, secondo la traduzione ufficiale della Costituzione di Macao.

## Leggi
L'Assemblea deve seguire queste leggi:
- emanare, modificare, sospendere o abrogare le leggi;
- esaminare e approvare i bilanci ed esaminare la relazione sulla revisione;
- decidere sulla tassazione e approvare i debiti da intraprendere dal governo
- discutere gli indirizzi di politica da parte dell'amministratore delegato;
- discutere di qualsiasi questione riguardante gli interessi pubblici;
- ricevere e gestire i reclami dei residenti di Macao

## Edifici dell'Assemblea legislativa

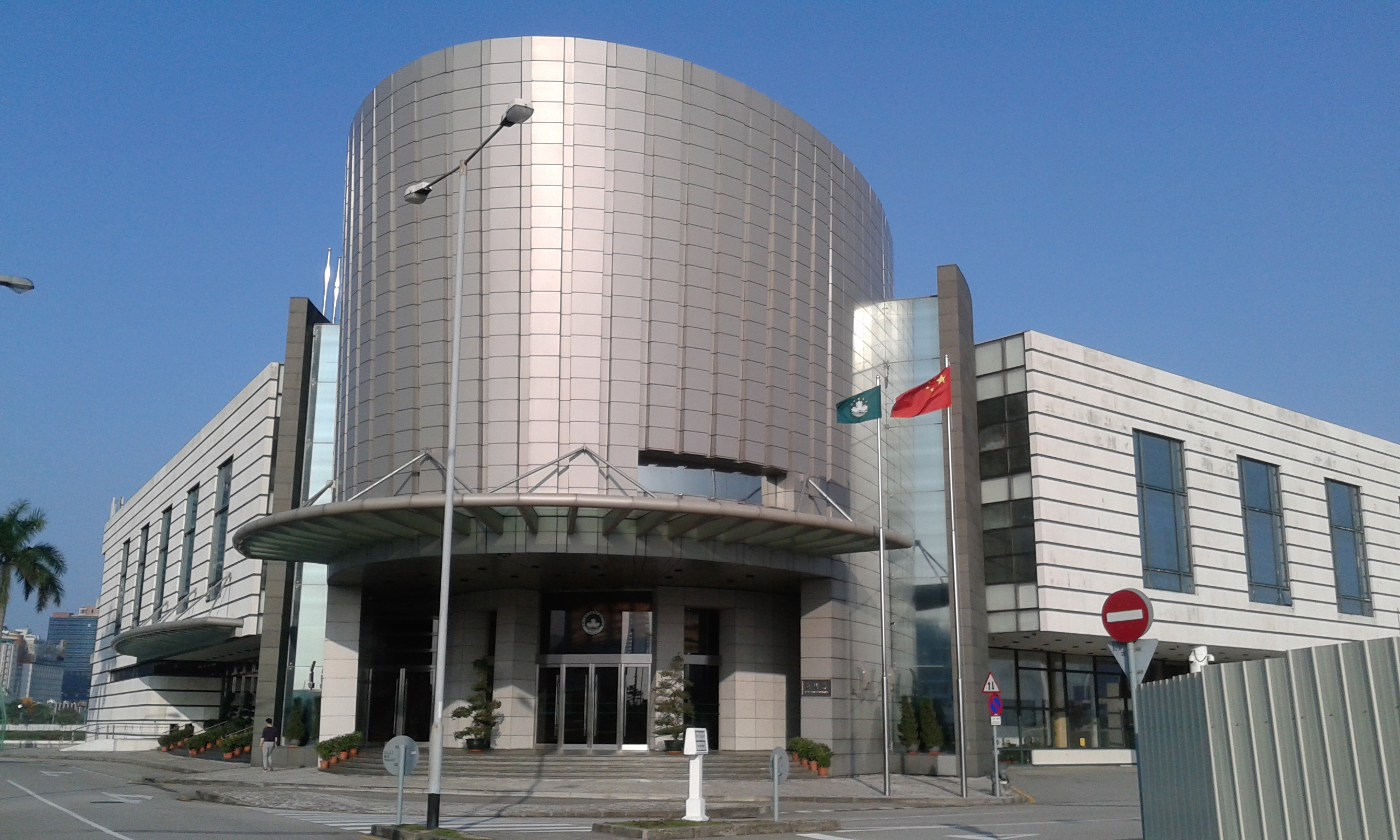
Sede dell'Assemblea legislativa

L'Assemblea si trova in un edificio speciale dell'Assemblea Legislativa, una moderna struttura a tre piani situata nella zona di Nam Van. La stampa ha riferito che l'Assemblea si trasferirà in un nuovo edificio nei prossimi anni.
Dal 1784 al 1999, l'Assemblea si è riunita presso l'edificio Leal Senado.

## Metodi di selezione
Secondo la Costituzione di Macao, il numero dei seggi direttamente eletti è aumentato da 10 a 12 nel 2005, portando il numero dei legislatori a 29. Dopo il 2009, la selezione dell'amministratore delegato può essere modificata con i due terzi dell'approvazione dell'Assemblea legislativa e con l'approvazione del Comitato permanente del Congresso nazionale del popolo.
Per cambiare il metodo per la costituzione dell'Assemblea legislativa è necessaria una approvazione dell'Assemblea, un'approvazione del Capo dell'esecutivo con una notifica al Comitato permanente del Congresso nazionale del popolo. Le organizzazioni civiche a Macao non sono ben sviluppate. La capacità dei residenti di Macao di cambiare il loro governo è notevolmente limitata.

## Elenco delle composizioni per sessione
Super maggioranza
  Maggioranza
  Pluralità
  Minoranza
| 1º Assemblea legislativa 1999 |   | Pro-Pechino | 22 | Susana Chou Vaz da Luz (Chou Kei Jan) | 1         | Pro-democrazia |  | 23 |  |  |  |  |
|                               |   |             |    |                                       |           |                |  |    |  |  |  |  |
| 2º Assemblea legislativa 2001 |   | Pro-Pechino | 25 | Susana Chou Vaz da Luz (Chou Kei Jan) | 2         | Pro-democrazia |  | 27 |  |  |  |  |
|                               |   |             |    |                                       |           |                |  |    |  |  |  |  |
| 3ª Assemblea legislativa 2005 |   | Pro-Pechino | 26 | Susana Chou Vaz da Luz (Chou Kei Jan) | 3         | Pro-democrazia |  | 29 |  |  |  |  |
|                               |   |             |    |                                       |           |                |  |    |  |  |  |  |
| 4ª Assemblea legislativa 2009 |   | Pro-Pechino | 25 | Lau Cheok Vá                          | 4         | Pro-democrazia |  | 29 |  |  |  |  |
|                               |   |             |    |                                       |           |                |  |    |  |  |  |  |
| 5ª Assemblea legislativa 2013 |   | Pro-Pechino | 29 | Ho Iat Seng                           | 4         | Pro-democrazia |  | 33 |  |  |  |  |
|                               |   |             |    |                                       |           |                |  |    |  |  |  |  |
| 6° Assemblea legislativa 2017 |   | Pro-Pechino | 28 | Kou Hoi-in                            | 4         | Pro-democrazia |  | 33 |  |  |  |  |
| 6° Assemblea legislativa 2017 | 1 | Pro-Pechino | 28 | Kou Hoi-in                            | Centristi |                |  | 33 |  |  |  |  |
|                               |   |             |    |                                       |           |                |  |    |  |  |  |  |
| 7° Assemblea legislativa 2021 |   | Pro-Pechino | 30 | Kou Hoi-in                            | 2         | Pro-democrazia |  | 33 |  |  |  |  |
| 7° Assemblea legislativa 2021 | 1 | Pro-Pechino | 30 | Kou Hoi-in                            | Centristi |                |  | 33 |  |  |  |  |